# Allan Quatermain and the Temple of Skulls
Allan Quatermain and the Temple of Skulls ist ein 2008 direkt auf DVD veröffentlichter Abenteuerfilm, der lose auf H. Rider Haggards Abenteuerroman König Salomos Schatzkammer basiert.

## Handlung
Der Abenteurer Allan Quatermain leitet eine Expedition, die in Afrika nach einem Schatz sucht. Dabei muss er sich sowohl gegen rivalisierende Schatzsucher behaupten, wie auch gegen weitere Gefahren, die ihm auf seiner Reise begegnen.

## Kritik
Der Film erhielt durchgehend schlechte Kritiken. Rotten Tomatoes verzeichnet lediglich elf Prozent Zustimmung beim Publikum. In der Internet Movie Database erhielt er 2,4/10 Punkten bei über 1000 Bewertungen.

## Trivia
- Der Film lief am 5. August 2016 in der Reihe Die schlechtesten Filme aller Zeiten auf Tele 5.[4]
- Der Film ist ein Mockbuster auf Indiana Jones und das Königreich des Kristallschädels.[5] Das verantwortliche Produktionsunternehmen The Asylum ist darauf spezialisiert, Blockbuster großer Filmstudios zu kopieren.